# Milštatski samostan
Milštatski samostan (nemško Stift Millstatt) je nekdanji samostan v Milštatu/Milju v Avstriji. Ustanovili so benediktinski menihi okoli 1070, se uvršča med najpomembnejše romanske zgradbe na Koroškem. Benediktince je leta 1469 nasledil viteški red sv. Jurija in leta 1598 Jezusovo društvo (jezuiti). 
Do razpustitve leta 1773 v času cesarja Jožefom II. je bil samostan duhovno in kulturno središče Zgornje Koroške in s svojimi posestmi okoli Milštatskega jezera, v dolini reke Krke (Gurk) (Mostič) in tudi v nekdanji marki Furlaniji in Salzburški nadškofiji (Pinzgau), ena največjih v regiji.

## Zgodovina
Samostan sta ustanovila, kot podružnični samostan Chiemgaua, grof Aribo II. (1024-1102), potomec rodbine Aribonidov in nekdanji palatinski grof Bavarske in njegov brat Poto na svojih posestih v novo ustanovljeni Koroški vojvodini. Čeprav ni ohranjena nobena listina, kasnejša kronika omenja dogovor o desetini iz okoli 1070 med Aribom, ki je potem imel dve cerkvi v Milštatu in nadškofom Gebhardom iz Salzburga. Ker je  nadškofa Gebharda kralj Henrik IV. izgnal v času investiturnega boja leta 1077, se domneva, da se je ustanovitev zgodila pred tem.
Oba, Aribo in Poto, sta bila omenjena kot ustanovitelja (fundator huius ecclesie) v župnijskem registru iz 13. stoletja. Čeprav legenda karantanskega vojvode Domicijana ni bila nikoli potrjena, je cerkev na tem mestu morda že obstajala iz časov Karla Velikega. Samostan je bil zagotovo ustanovljen pred 1122, ko je bil omenjen v listini, ki jo je izdal Papež Kalist II..

### Red svetega Benedikta
Benediktinski menihi so se morda prišli iz opatije Hirsau na Švamskem, ki jo je vodil neki Gaudentius. Vendar je bil okoli leta 1122 potrjen prvi opat Oton I., nekdanji prior Admontu na Štajerskem, v samostanu, ki ga je ustanovil nadškof Gebhard iz Salzburga. V istem času je palatinski grof Engelbert, član rodbine Goriških grofov in brat grofa Meinharda I., tik pred smrtjo dal samostan pod zaščito papeža Kalista II. Potomci iz rodbine Meinhardov, grofje Tirolski od 1253 in tudi Koroški vojvode od leta 1286, so imeli urad sekularnega vogt do izumrtja linije leta 1369.
Samostan je v prvih letih napredoval, užival je posebno papeško zaščito, ki jo je leta 1177 ponovno potrdil papež Aleksander III.; nikoli ni bil uradno izvzet in ostal pod oblastjo Salzburške nadškofije. Prostori priključenega sosednjega samostana nun in znanega skriptorija, kjer so benediktinski menihi izdelali številne rokopise, čeprav najbolj znan srednjevisoko nemški Millstätter Handschrift  (Milštatski rokopis) verjetno ne izvira od tukaj. Samostan je imel tudi del za nune, ki je bil razpuščen v 15. stoletju. Leta 1245 je opat celo prejel pontifikatna liturgična oblačila od nadškofa Salzburga.
Dolg razkroj  benediktinskega samostana se je začel v obdobju interregnuma v svetem rimskem cesarstvu po zadnjem cesarju Frideriku II. in boji Meinhardinerjev z vzponom Habsburžanov, ki so se končno povezali s Koroško po smrti vojvode Henrika VI. leta 1335. Od Meinhardinerjev je urad vogt prešel na grofe Ortenburške, kar je podedoval grof Herman II. Celjski leta 1418. Ko je bil njegov vnuk grof Ulrik II. Celjski ubit leta 1456, je vse njegove posesti in naslove, vključno vogtei Milštata, zasegel cesar Friderik III. kot vrnjeni fevd.

### Vitezi svetega Jurija
Ker je imela samostanska skupnost le okoli deset menihov je cesar Friderik ugotovil, da so moralno degenerirani, da so zgradbe razpadle in da je opat prevarant. Ta je odšel v Rim in 1. januarja 1469 dosegel papeško bulo papeža Pavla II. o procesu vzpostavitve vojaškega reda vitezov svetega Jurija, da bi se borili proti vojaškim napadom osmanskega cesarstva. Na protest salzburškega nadškofa, je bil red osnovan na premoženju Milštatskega samostana, benediktinski samostan pa je bil svečano ukinjen 14. maja 1469.
Veliki mojster je poveljeval samo nekaj vitezom, ki so se morali spoprijeti z velikimi dolgovi in ponovnim razvojem zanemarjenih prostorov. Friderikov dolgoletni nasprotnik Matija Korvin je bil leta 1487 ubit v vojni. Friderikov sin Maksimilijan I. je bil zadnji vitez promotor reda; to je bil čas ko je bilo srednjeveško viteštvo v vzponu. Moč reda se je zmanjšala, kar je povzročilo nemire med okoliškimi kmeti in širitev novih protestantskih prepričanj. Zadnji veliki mojster sploh ni stanoval v Milštatu, od leta 1541 pa so bile posesti pod vladavino administratorjev  Notranje Avstrije in večkrat dane v zastavo.

### Družba Jezusova
Leta 1598 nadvojvoda Notranje Avstrije Ferdinand II., pobožen katolik, prenesel Družbo Jezusovo v Gradec z Milštatom. V času protireformacije, so jezuiti ustanovili kolegij v štajerski prestolnici (današnja Univerza v Gradcu), kar so financirali z dohodkom iz Milštata.
Jezuitski menihi so kmalu postali nepriljubljeni pri lokalnem prebivalstvu z njihovimi ukrepi, ki naj bi vodili iz teme nazaj v pravo veri in še bolj, zaradi svojega nepopustljivega izvrševanja javnih dajatev. Leta 1737 je nezadovoljstvo doseglo vrhunec v odprtem uporu, ko so se številni kmetje zarotili in vdrli v samostan. Kljub vsem prizadevanjem je imelo luteranstvo korenine, predvsem v okoliških posestvih, ki jih je imela plemiška družina Khevenhüller. Še v 1750-ih, pod vladavino cesarice Marije Terezije, je bilo več protestantskih kmetov izgnanih in odpeljanih v kneževino Transilvanijo. Oddaljene doline v regiji so ostale središče kripto-protestantizma.
Oblast jezuitov se je nenadno končala, ko je red, ki ga je zaviral papež Klemen XIV. in je bil samostan leta 1773 razpuščen pod cesarjem Jožefom II. Menihi so zapustili samostan, njihove posesti pa so pripadle javni upravi Habsburške monarhije.

## Domicijanova legenda
Po tradiciji benediktinskih menihov, ki je bila že dokazana v poznem 12. stoletju, samostanska cerkev sledi (drugi) krščanstvu nazaj okoli leta 780, ko je območju vladal slovanski knez Domitian (Domicijan). Legenda pravi, da Domicijanov sin utonil v nevihti na Milštatskem jezeru, nakar se je njegov žalujoči oče ukazal jezero izprazniti in ko so našli sinovo trupllo, se je dal krstil in zgradil prvo cerkev na mestu najdbe trupla. Nato je zbral tisoč izrezljanih kipov – Mille statuæ - poganskih božanstev in jih vrgel v jezero v sveti jezi. Po vzoru rimskega Panteona, ki ga je obnovil cesar Domicijan je princ domnevno pretvoril tempelj v cerkev Vseh svetnikov.
Dejansko je bila današnja Koroška del zgodnje srednjeveške kneževine Karantanije, ki je obsegala slovanska plemena naseljena v vzhodnih Alpah od konca 6. stoletja dalje. Vladar z imenom Domicijan ni omenjen v sodobnih kronikah, kot je Conversio Bagoariorum et Carantanorum, zato naj bi bilo njegovo življenje ponaredek, kot trdijo zgodovinarji, kot je Robert Eisler. Po drugi strani pa več najdenih artefaktov okoli samostana datira v karolinško obdobje in kaže na obstoj Milštata v poznem 8. stoletju po naselitvi Slovanov okoli rimske naselbine Teurnije, ki jih je pokristjanil Modestus, ki ga je poslal škof Vergilius iz Salzburga.
Resnica ostaja sporna; v vsakem primeru pa so legendo uporabljali menihi Milštata, da bi se osvobodili od ustanoviteljev opatije Aribonidov in njihovih naslednikov Meinhardinerjev. Več stoletij kasneje se jezuiti sklicujejo na mit, da bi okrepili popularno predanost v času protireformacije. Kljub temu niso uspeli Domicijana kanonizirati pri Svetem sedežu. V Milštatu  njegov praznik še vedno praznujejo 5. februarja.

## Zgradbe
Stavba samostana, zdaj župnijska cerkev Kristusa Odrešenika in vseh svetnikov, je bila postavljena v drugi četrtini 12. stoletja. Zamenjala je prejšnjo cerkev iz časov Karolingov, katere nekatere kamenite plošče so bile ponovno uporabljene. Zahodna fasada z značilnima dvojnima stolpoma je bila narejena med letoma 1166 in 1177, baročna čebulasta kupola pa okoli 1470. Pod stolpoma je hodnik z romanskim rebrastim obokom in fresko iz leta 1428, ki prikazuje Kristusov pasjon.
Sedemločna oblika romanskega portala iz leta 1170 ima številne figurativne dekoracije. Baročni visoki oltar je bil izdelan pod jezuiti leta 1648, dan na steno desno od sedanje velike freske Poslednje sodbe iz okoli leta 1515, ki je bila odstranjena iz prvotnega mesta na zunanji fasadi zahodnega dela. Med letoma 1490 in 1505 sta bili dodani dve kapeli na severu in jugu z  nagrobniki prvih dveh velikih mojstrov reda sv. Jurija.
V romanskem križnem hodniku južno od cerkve nekateri stebri s kapiteli segajo v 12. stoletje. Zgrajena je s pozno gotskimi sodčkastimi oboki in freskami Marije iz okoli 1500. Stavbe renesančnega samostana z arkadami so na zahodu in južno od dvorišča. Od samostana vodi križev pot do baročne kapele na Kalvariji, dediščina jezuitov, kot tudi na vzhodu mesta, spomenik visok križ iz 18. stoletja.
Od leta 1977 je cerkev v lasti lokalne župnije Krške škofije, medtem ko vse druge zgradbe prvega pripadajo avstrijski državi in jih upravlja Avstrijska državna gozdarska komisija (Österreichische Bundesforste).

## Galerija
- Bula papeža Kalista II. Iz leta 1122
- Romanski križni hodnik, jugozahodni del dvorišča
- Samostanska cerkev
- Samostanska cerkev
- Samostanska cerkev - obok
- Vhod na pokopališče, c. 1914
- Križni hodnik